# الرقم الاستدلالي للأثمان عند الاستهلاك
الرقم الاستدلالي للأثمان عند الاستهلاك هو مصطلح اقتصادي كلي يدل على مؤشر الأثمان عند الاستهلاك للمواد الأساسية في مجتمع ما. وتتوصل المندوبية السامية للتخطيط للرقم الاستدلالي للأثمان عند الاستهلاك بحساب ثمن مواد استهلاكية سبق وان حُددت من قبل وتم جمع معلومات اثمانها في أرشيف لأشهر ماضية.

## الحساب
يتم مقارنة تطور أسعار الاستهلاك كل شهر، هذه الأثمان التي يتم قياسها باعتماد مؤشر تركيبي لأثمان سلة من المواد والخدمات الأكثر استهلاكا في المجتمع.

## هوامش
1. ↑  الجامعة الوطنية لحقوق المستهلك [وصلة مكسورة] نسخة محفوظة 26 يناير 2020 على موقع واي باك مشين.